# Biblioteca Bodleiana

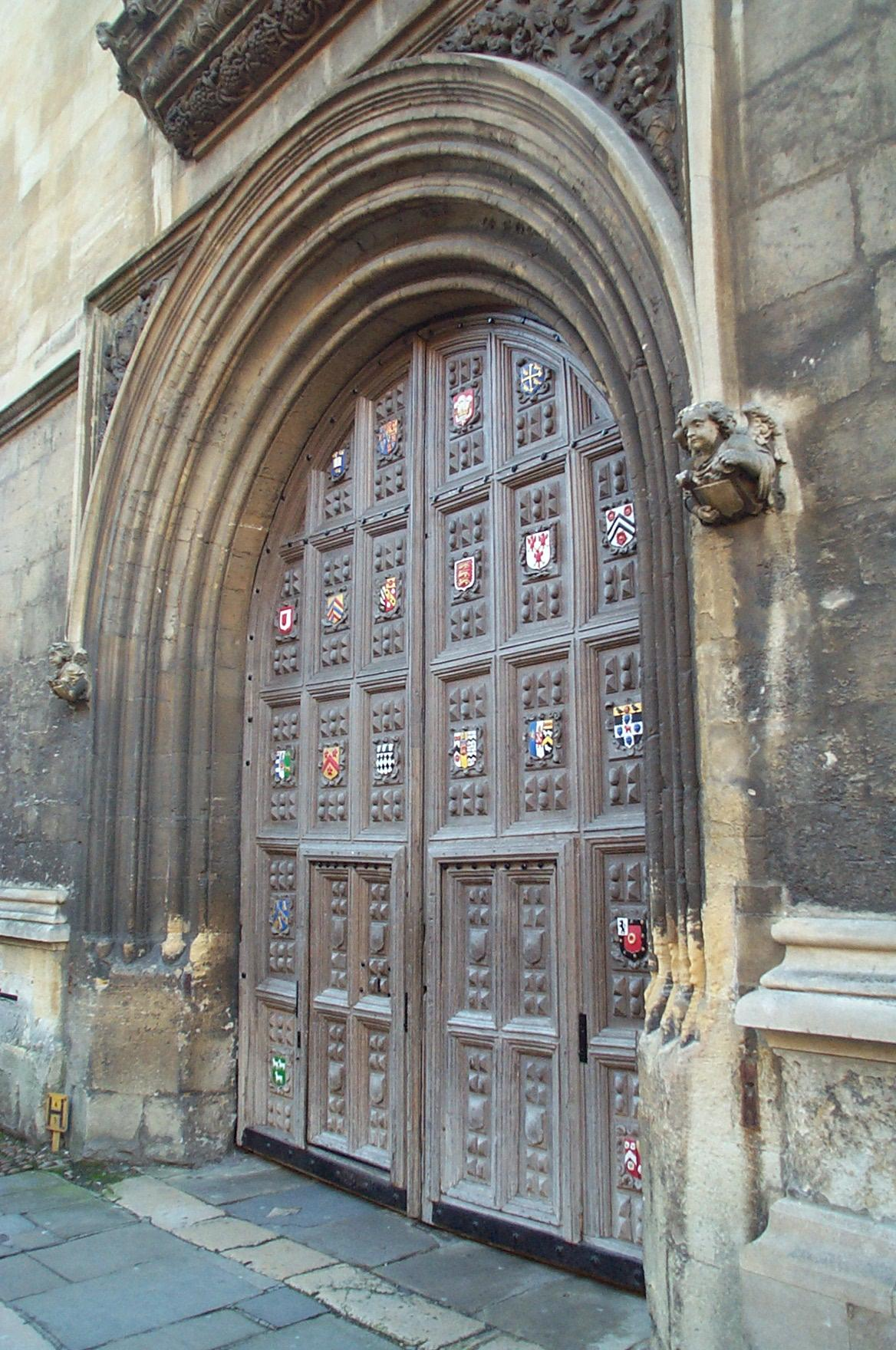
Entrada da Biblioteca, com as cotas de armas de vários colleges de Oxford.

A Biblioteca Bodleiana (em inglês: Bodleian Library) é a principal biblioteca de pesquisa da Universidade de Oxford, uma das mais antigas da Europa e na Inglaterra só perde em tamanho para a Biblioteca Britânica. Conhecida pelos eruditos de Oxford como "Bodley" ou simplesmente "the Bod", é um dos seis depósitos legais de publicações do Reino Unido.

A Biblioteca Bodleiana foi inaugurada a 8 de novembro de 1602 com uma colecção de dois mil livros reunidos e oferecidos por Thomas Bodley (da Faculdade Merton de Oxford) para substituir a biblioteca doada à Divinity School por Humberto de Lencastre, Duque de Gloucester (irmão de Henrique V de Inglaterra), e que tinha sido dispersa durante o século XVI. Entre muitos outros manuscritos encontra-se um iluminado do Romance da Rosa do século XIII e os apontamentos manuscritos de do romance O Senhor dos Anéis de J. R. R. Tolkien (século XX).

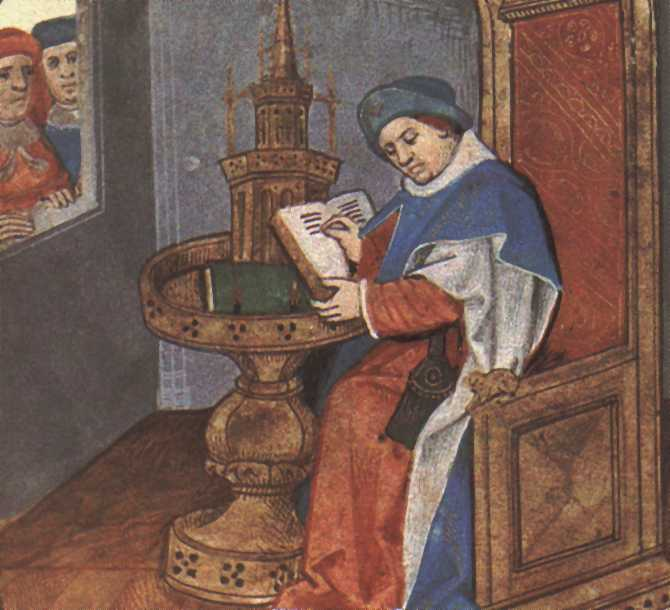
Miniatura de um manuscrito conservado no Biblioteca Bodleiana, em Oxford, o Romance da Rosa com retrato de Guillaume de Lorris (Col. Douce 195, f. 1r).

É uma das cinco bibliotecas de registo de direitos de autor e com função de depósito legal no Reino Unido. Tem mais de 12 milhões de itens e é uma das bibliotecas de referência mundial.